# 克倫貝希萊恩河
48°25′30.78″N 12°5′43.63″E / 48.4252167°N 12.0954528°E
克倫貝希萊恩河（德語：Krumbächlein），是德國的河流，位於該國東南部，由巴伐利亞負責管轄，屬於小維爾斯河的支流，河道全長3.7公里，發源自施泰因基興。